# Гладких, Валентин Александрович
Валентин Александрович Гладких (4 апреля 1931 — 4 декабря 1999) — советский футболист, полузащитник. Мастер спорта СССР (1958).

## Биография
Начинал взрослую футбольную карьеру в начале 1950-х годов в команде «СК им. Калинина» (Молотов), выступавшей в соревнованиях коллективов физкультуры. Также в этот период играл в хоккей с шайбой.
В 1953 году перешёл в свердловский «Авангард», выступавший в классе «Б». Со следующего сезона играл за другой клуб из Свердловска — армейскую команду ОДО (позднее — СКВО), в её составе в 1955 году стал победителем класса «Б». 1 апреля 1956 года дебютировал в классе «А» в матче против московского «Спартака». Всего в высшей лиге в сезоне 1956 года выходил на поле в 21 матче из 22-х, проведённых командой. В 1957—1958 году продолжал играть за свердловских армейцев в классе «Б», в 1958 году стал победителем зонального турнира класса «Б».
В 1959 году вернулся в Пермь и провёл три сезона в составе местной «Звезды». В конце карьеры играл за «Уралец» (Нижний Тагил).
Скончался 4 декабря 1999 года на 69-м году жизни, по одним данным — в Екатеринбурге, по другим — в Перми. Похоронен на Широкореченском кладбище Екатеринбурга.